# Långgrundet (vid Själö, Nagu)
Långgrundet, finska: Pitkäluoto, är en ö nära Själö i Nagu,  Finland. Den ligger i Skärgårdshavet i Pargas stad i landskapet Egentliga Finland, i den sydvästra delen av landet. Ön ligger omkring 2 kilometer nordväst om Själö, 6 kilometer norr om Nagu kyrka, 29 kilometer sydväst om Åbo och omkring 170 kilometer väster om Helsingfors. Närmaste allmänna förbindelse är förbindelsebryggan vid Själö som trafikeras av M/S Falkö och M/S Östern.
Öns area är 5 hektar och dess största längd är 0,5 kilometer i sydöst-nordvästlig riktning.